# Aeroportul Katanning
Aeroportul Katanning (IATA: KNI, ICAO: YKNG) este un aeroport din Australia de Vest, Australia.
Situat la o altitudine de 288 m, aeroportul dispune de o singură pistă. Este operat de Shire of Katanning⁠(d).